# Liga Panameña de Fútbol Apertura 2012
La Liga Panameña de Fútbol Apertura 2012, oficialmente por motivo de patrocinio Copa Digicel Apertura 2012 fue la XXXVII edición del torneo de la Liga Panameña de Fútbol, siendo la apertura de la temporada 2012-2013. Empezó el viernes 20 de julio de 2012 y finalizó el domingo 2 de diciembre de 2012, resultando campeón el CD Árabe Unido del torneo apertura Digicel 2012.

## Equipos
| Equipo                 | Ciudad        | Estadio                         | Capacidad |
| ---------------------- | ------------- | ------------------------------- | --------- |
| Alianza FC             | Panamá        | Luis Ernesto "Cascarita" Tapia  | 900       |
| Atlético Chiriquí      | David         | Estadio San Cristóbal           | 2.500     |
| CD Árabe Unido         | Colón         | Estadio Armando Dely Valdés     | 4.000     |
| CD Plaza Amador        | Panamá        | Luis Ernesto "Cascarita" Tapia  | 900       |
| Chepo FC               | Chepo         | Luis Ernesto "Cascarita" Tapia  | 900       |
| Chorrillo FC           | Panamá        | Estadio Javier Cruz             | 2.500     |
| Rio Abajo FC           | Panamá        | Luis Ernesto "Cascarita" Tapia  | 900       |
| San Francisco FC       | La Chorrera   | Estadio Agustín Muquita Sánchez | 8.000     |
| Sporting San Miguelito | San Miguelito | Luis Ernesto "Cascarita" Tapia  | 900       |
| Tauro FC               | Panamá        | Luis Ernesto "Cascarita" Tapia  | 900       |

## Temporada regular
| LPF Apertura 2012 | LPF Apertura 2012      | LPF Apertura 2012 | LPF Apertura 2012 | LPF Apertura 2012 | LPF Apertura 2012 | LPF Apertura 2012 | LPF Apertura 2012 | LPF Apertura 2012 | LPF Apertura 2012 |
| Equipo            | Equipo                 | Pts               | PJ                | G                 | E                 | P                 | GF                | GC                | DIF               |
| ----------------- | ---------------------- | ----------------- | ----------------- | ----------------- | ----------------- | ----------------- | ----------------- | ----------------- | ----------------- |
| 1                 | Rio Abajo FC           | 32                | 18                | 9                 | 5                 | 4                 | 28                | 20                | 8                 |
| 2                 | Árabe Unido            | 32                | 18                | 8                 | 8                 | 2                 | 25                | 20                | 5                 |
| 3                 | CD Plaza Amador        | 26                | 18                | 6                 | 8                 | 4                 | 22                | 23                | -1                |
| 4                 | Chepo FC               | 25                | 18                | 5                 | 10                | 3                 | 22                | 18                | 4                 |
| 5                 | Chorrillo FC           | 25                | 18                | 5                 | 10                | 3                 | 22                | 19                | 3                 |
| 6                 | Tauro FC               | 21                | 18                | 5                 | 6                 | 7                 | 25                | 27                | -2                |
| 7                 | Sporting San Miguelito | 20                | 18                | 4                 | 8                 | 6                 | 14                | 17                | -3                |
| 8                 | San Francisco FC       | 18                | 18                | 4                 | 6                 | 8                 | 20                | 22                | -2                |
| 9                 | Alianza FC             | 18                | 18                | 4                 | 7                 | 7                 | 21                | 24                | -3                |
| 10                | Atlético Chiriqui      | 15                | 18                | 2                 | 9                 | 7                 | 14                | 23                | -9                |

- Pts=Puntos; PJ=Partidos jugados; G=Partidos ganados; E=Partidos empatados; P=Partidos perdidos; GF=Goles a favor; GC=Goles en contra; DIF=Diferencia de gol
- Actualizado: 30 de noviembre de 2012.

### Semifinales
|  | Semifinales     | Semifinales     | Semifinales |          |                 | Final           | Final | Final |  |
|  |                 |                 |             |          |                 |                 |       |       |  |
|  |                 |                 |             |          |                 |                 |       |       |  |
|  | Chepo FC        | Chepo FC        | 21          |          |                 |                 |       |       |  |
|  | Chepo FC        | Chepo FC        | 21          |          |                 |                 |       |       |  |
|  | Río Abajo FC    | Río Abajo FC    | 01          |          |                 |                 |       |       |  |
|  | Río Abajo FC    | Río Abajo FC    | 01          |          | CD Árabe Unidos | CD Árabe Unidos | 4     |       |  |
|  |                 |                 |             |          | CD Árabe Unidos | CD Árabe Unidos | 4     |       |  |
|  |                 |                 | Chepo FC    | Chepo FC | 1               |                 |       |       |  |
|  | Plaza Amador    | Plaza Amador    | Chepo FC    | Chepo FC | 1               | 10              |       |       |  |
|  | Plaza Amador    | Plaza Amador    |             |          |                 | 10              |       |       |  |
|  | CD Árabe Unidos | CD Árabe Unidos | 32          |          |                 |                 |       |       |  |
|  | CD Árabe Unidos | CD Árabe Unidos | 32          |          |                 |                 |       |       |  |
|  |                 |                 |             |          |                 |                 |       |       |  |

## Campeón
| Campeón de la LPF Apertura 2012: |
| -------------------------------- |
| CD Árabe Unido 12vo Título       |

## Clasificados
| Primeros Lugares | Primeros Lugares |
| ---------------- | ---------------- |
| 1                | CD Árabe Unido   |
| 2                | Chepo FC         |
| 3                | Plaza Amador     |
| 4                | Rio Abajo FC     |

|  | Clasificado a la Concacaf Liga Campeones. |